# Meligethes
Meligethes är ett släkte av skalbaggar som beskrevs av Stephens 1830. Meligethes ingår i familjen glansbaggar.
Släktet Meligethes indelas i:
- Meligethes aeneus
- Meligethes anthracinus
- Meligethes atramentarius
- Meligethes atratus
- Meligethes bidens
- Meligethes bidentatus
- Meligethes brunnicornis
- Meligethes buyssoni
- Meligethes carinulatus
- Meligethes coeruleivirens
- Meligethes coracinus
- Meligethes corvinus
- Meligethes czwalinai
- Meligethes denticulatus
- Meligethes difficilis
- Meligethes distinctus
- Meligethes egenus
- Meligethes exilis
- Meligethes flavimanus
- Meligethes gagathinus
- Meligethes haemorrhoidalis
- Meligethes hoffmanni
- Meligethes incanus
- Meligethes kunzei
- Meligethes longulus
- Meligethes lugubris
- Meligethes matronalis
- Meligethes maurus
- Meligethes morosus
- Meligethes nanus
- Meligethes nigrescens
- Meligethes norvegicus
- Meligethes ochropus
- Meligethes ovatus
- Meligethes pedicularius
- Meligethes persicus
- Meligethes planiusculus
- Meligethes ruficornis
- Meligethes serripes
- Meligethes solidus
- Meligethes subaeneus
- Meligethes subrugosus
- Meligethes substrigosus
- Meligethes sulcatus
- Meligethes symphyti
- Meligethes tristis
- Meligethes umbrosus
- Meligethes viridescens

## Bildgalleri

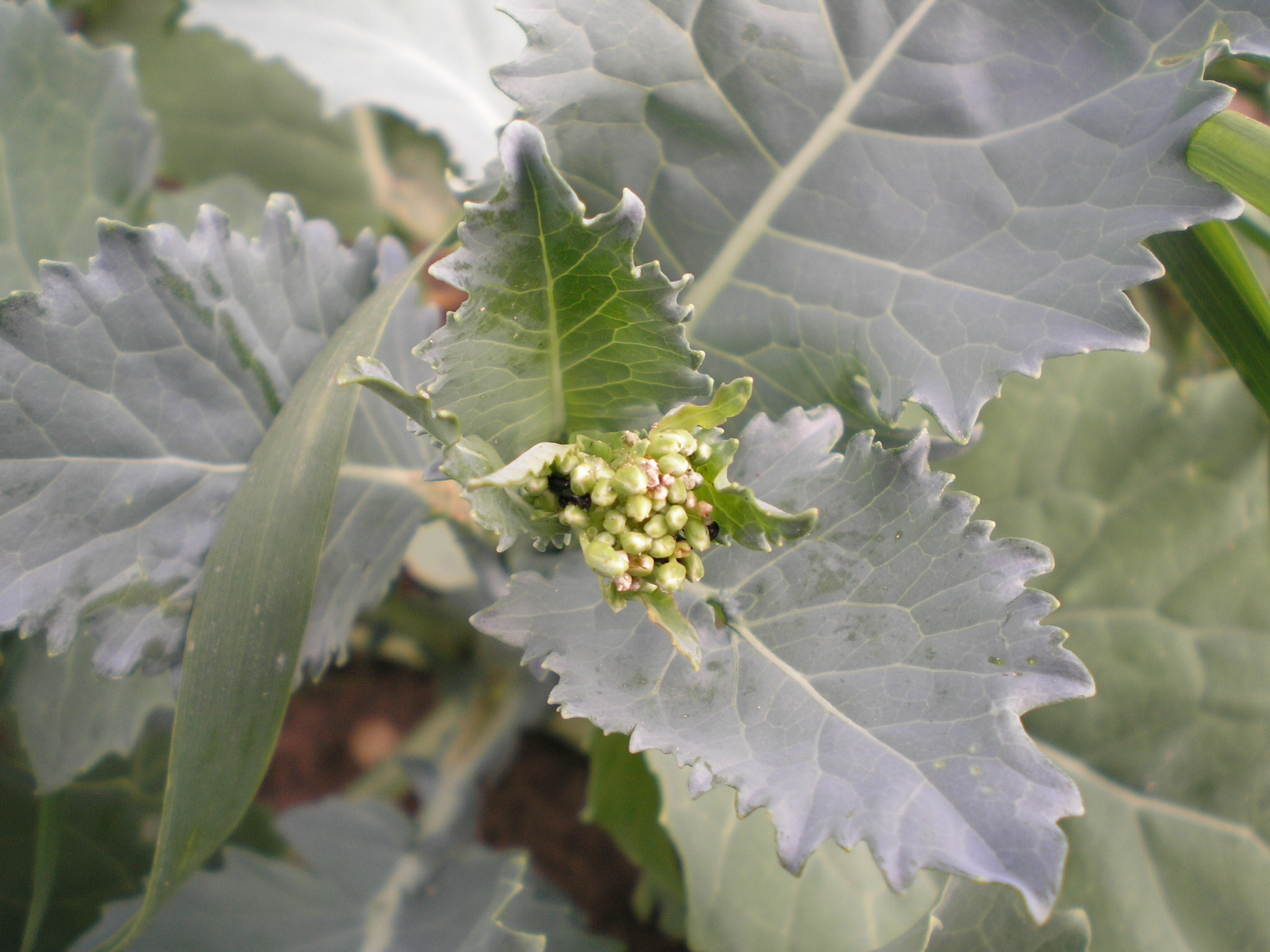
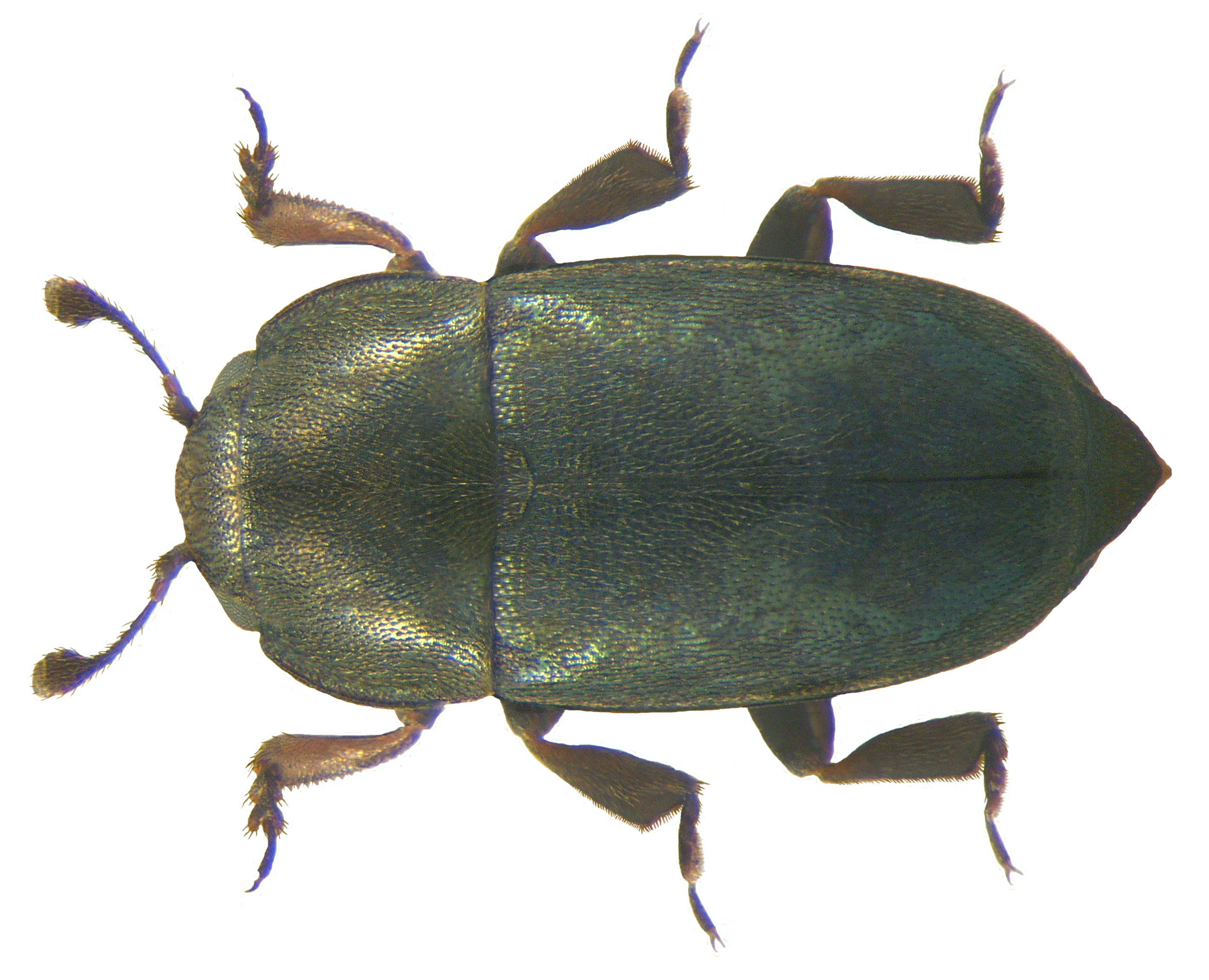
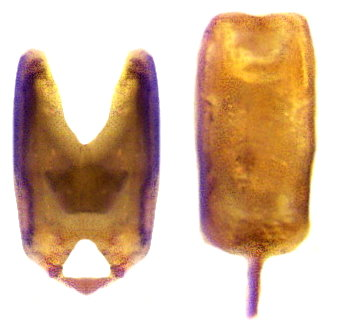
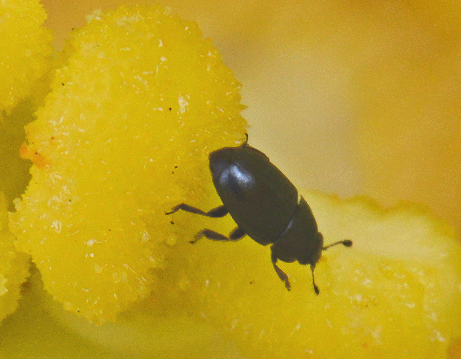
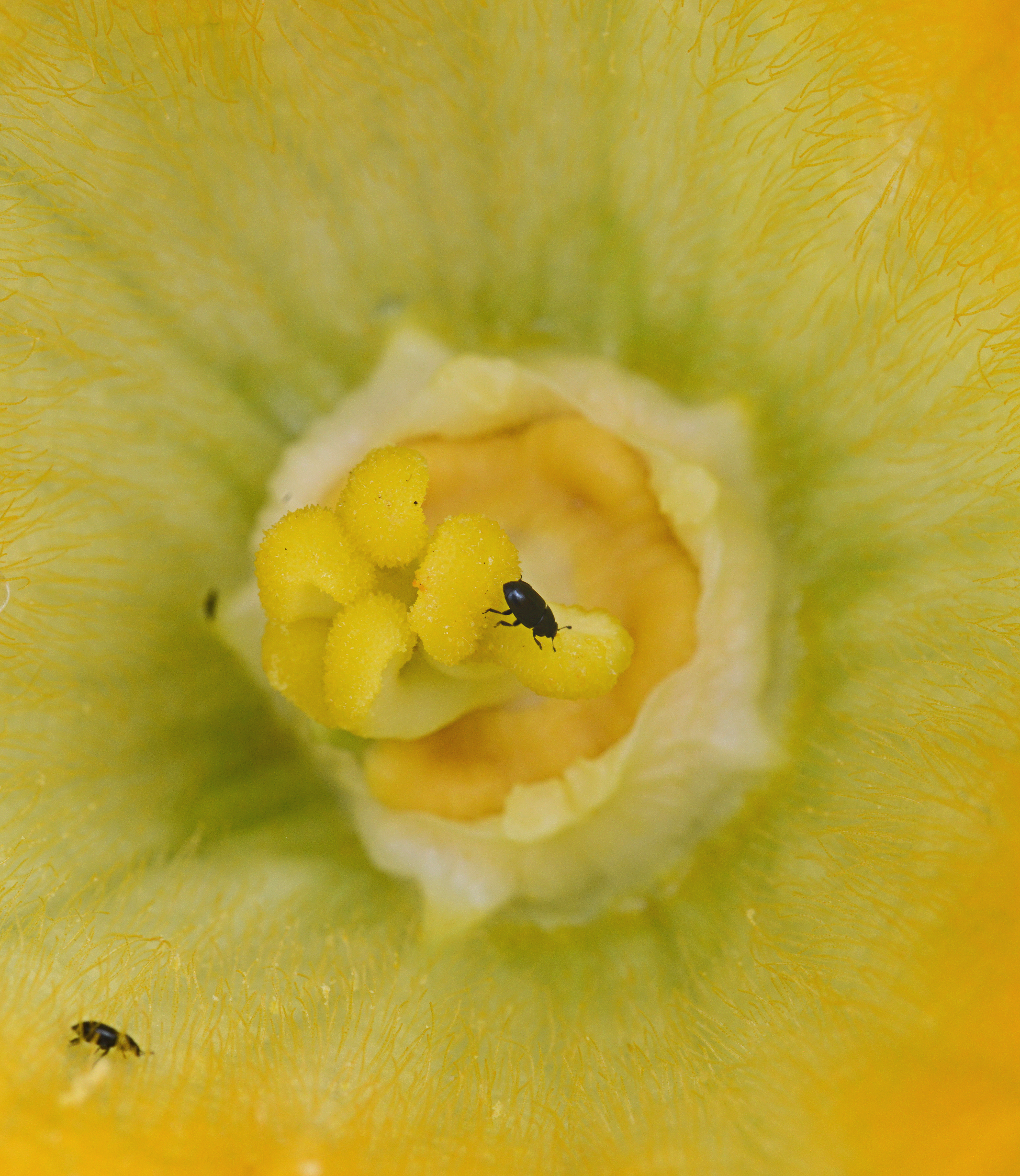
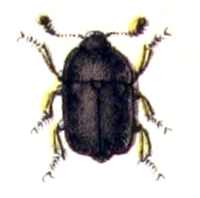